# Sveriges damlandskamper i fotboll under 1980-talet
Sveriges damlandskamper i fotboll under 1980-talet omfattar bland annat EM 1984 där Sveriges damlandslag i fotboll tog guld efter straffar mot England och EM 1989 där det svenska landslaget tog brons efter seger mot Italien.

## 1980
| Datum        | Spelplats  |         |           | Resultat | Typ av match  |
| ------------ | ---------- | ------- | --------- | -------- | ------------- |
| 28 juni      | Skellefteå | Sverige | Frankrike | 2 – 2    | Träningsmatch |
| 10 juli      | Mölndal    | Sverige | Finland   | 7 – 0    | NM 1980       |
| 11 juli      | Öckerö     | Sverige | Norge     | 2 – 2    | NM 1980       |
| 13 juli      | Göteborg   | Sverige | Danmark   | 2 – 2    | NM 1980       |
| 17 september | Leicester  | England | Sverige   | 1 – 1    | Träningsmatch |

## 1981
| Datum        | Spelplats   |               |               | Resultat | Typ av match  |
| ------------ | ----------- | ------------- | ------------- | -------- | ------------- |
| 25 april     | Zweeloo     | Nederländerna | Sverige       | 2 – 1    | Träningsmatch |
| 23 maj       | Montauban   | Frankrike     | Sverige       | 1 – 6    | Träningsmatch |
| 16 juli      | Karis       | Sverige       | Norge         | 2 – 0    | NM 1981       |
| 17 juli      | Hyvinge     | Finland       | Sverige       | 0 – 2    | NM 1981       |
| 19 juli      | Helsingfors | Sverige       | Danmark       | 2 – 1    | NM 1981       |
| 26 september | Borås       | Sverige       | Nederländerna | 7 – 0    | Träningsmatch |

## 1982
| Datum        | Spelplats   |         |         | Resultat | Typ av match  |
| ------------ | ----------- | ------- | ------- | -------- | ------------- |
| 13 maj       | Helsingborg | Sverige | Italien | 2 – 0    | Träningsmatch |
| 26 maj       | Kinna       | Sverige | England | 1 – 1    | Träningsmatch |
| 14 juli      | Kolding     | Sverige | Finland | 4 – 0    | NM 1982       |
| 16 juli      | Herning     | Norge   | Sverige | 1 – 1    | NM 1982       |
| 18 juli      | Vejle       | Danmark | Sverige | 2 – 1    | NM 1982       |
| 18 augusti   | Vammala     | Finland | Sverige | 0 – 6    | EM-kval       |
| 9 september  | Reykjavik   | Island  | Sverige | 0 – 6    | EM-kval       |
| 29 september | Tyresö      | Sverige | Norge   | 2 – 0    | EM-kval       |

## 1983
| Datum        | Spelplats |         |         | Resultat | Typ av match  |
| ------------ | --------- | ------- | ------- | -------- | ------------- |
| 8 juni       | Sollefteå | Sverige | Finland | 5 – 0    | EM-kval       |
| 10 augusti   | Mellerud  | Sverige | Danmark | 2 – 1    | Träningsmatch |
| 24 augusti   | Ronneby   | Sverige | Island  | 5 – 0    | EM-kval       |
| 24 september | Elverum   | Norge   | Sverige | 1 – 2    | EM-kval       |
| 30 oktober   | London    | England | Sverige | 2 – 2    | Träningsmatch |

## 1984
| Datum       | Spelplats  |         |         | Resultat               | Typ av match  |
| ----------- | ---------- | ------- | ------- | ---------------------- | ------------- |
| 8 april     | Rom        | Italien | Sverige | 2 – 3                  | EM-semifinal  |
| 28 april    | Linköping  | Sverige | Italien | 2 – 1                  | EM-semifinal  |
| 12 maj      | Göteborg   | Sverige | England | 1 – 0                  | EM-final      |
| 27 maj      | Luton      | England | Sverige | 1 – 0, straffar: 3 – 4 | EM-final      |
| 5 september | Lillestrøm | Norge   | Sverige | 2 – 2                  | Träningsmatch |
| 1 november  | Genua      | Italien | Sverige | 1 – 1                  | Träningsmatch |

## 1985
| Datum        | Spelplats   |           |               | Resultat | Typ av match  |
| ------------ | ----------- | --------- | ------------- | -------- | ------------- |
| 1 maj        | Bjärred     | Sverige   | Italien       | 1 – 0    | Träningsmatch |
| 25 maj       | Pauillac    | Frankrike | Sverige       | 0 – 4    | EM-kval       |
| 11 juni      | Helsingborg | Sverige   | Nederländerna | 2 – 0    | EM-kval       |
| 22 augusti   | Sundsvall   | Sverige   | Norge         | 5 – 0    | Träningsmatch |
| 18 september | Hørsholm    | Danmark   | Sverige       | 0 – 0    | Träningsmatch |
| 9 oktober    | Jönköping   | Sverige   | Belgien       | 5 – 0    | EM-kval       |

## 1986
| Datum        | Spelplats |               |           | Resultat | Typ av match  |
| ------------ | --------- | ------------- | --------- | -------- | ------------- |
| 7 maj        | Bergen    | Norge         | Sverige   | 1 – 2    | Träningsmatch |
| 17 maj       | Karlskoga | Sverige       | Frankrike | 1 – 0    | EM-kval       |
| 18 september | Veszprém  | Ungern        | Sverige   | 1 – 4    | Träningsmatch |
| 1 oktober    | Aalst     | Belgien       | Sverige   | 1 – 2    | EM-kval       |
| 18 oktober   | Hoogeveen | Nederländerna | Sverige   | 2 – 0    | EM-kval       |

## 1987
| Datum        | Spelplats |         |               | Resultat | Typ av match        |
| ------------ | --------- | ------- | ------------- | -------- | ------------------- |
| 20 maj       | Hammenhög | Sverige | Danmark       | 2 – 0    | Träningsmatch       |
| 22 maj       | Vä        | Sverige | Danmark       | 0 – 1    | Träningsmatch       |
| 11 juni      | Moss      | England | Sverige       | 2 – 3    | EM-semifinal        |
| 14 juni      | Oslo      | Norge   | Sverige       | 2 – 1    | EM-final            |
| 5 juli       | Blaine    | Kanada  | Sverige       | 0 – 2    | Träningsturnering   |
| 7 juli       | Blaine    | Sverige | Kina          | 6 – 0    | Träningsturnering   |
| 9 juli       | Blaine    | USA     | Sverige       | 1 – 2    | Träningsturnering   |
| 11 juli      | Blaine    | USA     | Sverige       | 1 – 5    | F Träningsturnering |
| 19 augusti   | Nyköping  | Sverige | Ungern        | 5 – 0    | Träningsmatch       |
| 30 september | Linköping | Sverige | Nederländerna | 0 – 0    | EM-kval             |

## 1988
| Datum        | Spelplats    |                 |         | Resultat | Typ av match   |
| ------------ | ------------ | --------------- | ------- | -------- | -------------- |
| 27 april     | Vä           | Sverige         | Schweiz | 3 – 0    | Träningsmatch  |
| 7 maj        | Dublin       | Irland          | Sverige | 1 – 1    | EM-kval        |
| 1 juni       | Pun Yu       | Tjeckoslovakien | Sverige | 0 – 1    | För-VM         |
| 3 juni       | Pun Yu       | USA             | Sverige | 1 – 1    | För-VM         |
| 5 juni       | Pun Yu       | Sverige         | Japan   | 3 – 0    | För-VM         |
| 8 juni       | Guangzhou    | Sverige         | Kanada  | 1 – 0    | För-VM         |
| 10 juni      | Guangzhou    | Kina            | Sverige | 1 – 2    | För-VM         |
| 12 juni      | Guangzhou    | Sverige         | Norge   | 0 – 1    | För-VM         |
| 18 september | Mariestad    | Sverige         | Irland  | 4 – 0    | EM-kval        |
| 1 oktober    | Valkenswaard | Nederländerna   | Sverige | 1 – 0    | EM-kval        |
| 15 oktober   | Odense       | Danmark         | Sverige | 1 – 5    | EM-kvartsfinal |
| 26 oktober   | Borås        | Sverige         | Danmark | 1 – 1    | EM-kvartsfinal |

## 1989
| Datum      | Spelplats   |           |         | Resultat | Typ av match  |
| ---------- | ----------- | --------- | ------- | -------- | ------------- |
| 11 mars    | Levallois   | Frankrike | Sverige | 1 – 2    | Träningsmatch |
| 26 april   | Bromölla    | Sverige   | Finland | 4 – 1    | Träningsmatch |
| 23 maj     | London      | England   | Sverige | 0 – 2    | Träningsmatch |
| 28 juni    | Lüdenscheid | Norge     | Sverige | 2 – 1    | Sf EM 1989    |
| 30 juni    | Osnabrück   | Sverige   | Italien | 2 – 1    | B EM 1989     |
| 10 augusti | Petalax     | Finland   | Sverige | 0 – 2    | Träningsmatch |
| 22 oktober | Helsingborg | Sverige   | Polen   | 4 – 1    | EM-kval       |